# Митропольский, Николай Егорович
Николай Егорович Митропольский (31 августа 1866, Санкт-Петербург — 17 августа 1891, там же) — российский шахматист и шахматный журналист. 
Основатель шахматных отделов в газетах «Новое время» и «Новости» (1889—1890); издатель журнала «Шахматы» (1890). Выиграл гандикап турнир петербургского шахматного общества (1889), опередив Э. Шифферса. 
В матче с Шифферсом уступил со счётом 5:7. Одна из выигранных у второго по силе шахматиста России того времени партия рассмотрена в книге «Люди и шахматы. Страницы шахматной истории Петербурга — Петрограда — Ленинграда» (1988).  
В некрологе, посвященном Митропольскому, Чигорин писал: «Как шахматист Николай Егорович может быть причислен по силе к первому десятку петербургских игроков». 
Я. Длуголенский и В. Зак утверждали в своей книге «Люди и шахматы»: «Рассматривая немногие партии Митропольского, приходишь к выводу, что, если бы не ранняя смерть, имя его мы встретили бы среди шахматистов самого высокого ранга». 